# Pyrisitia lisa
Pyrisitia lisa är en fjärilsart som först beskrevs av Jean Baptiste Boisduval och Leconte 1829.  Pyrisitia lisa ingår i släktet Pyrisitia och familjen vitfjärilar. Inga underarter finns listade.

## Bildgalleri

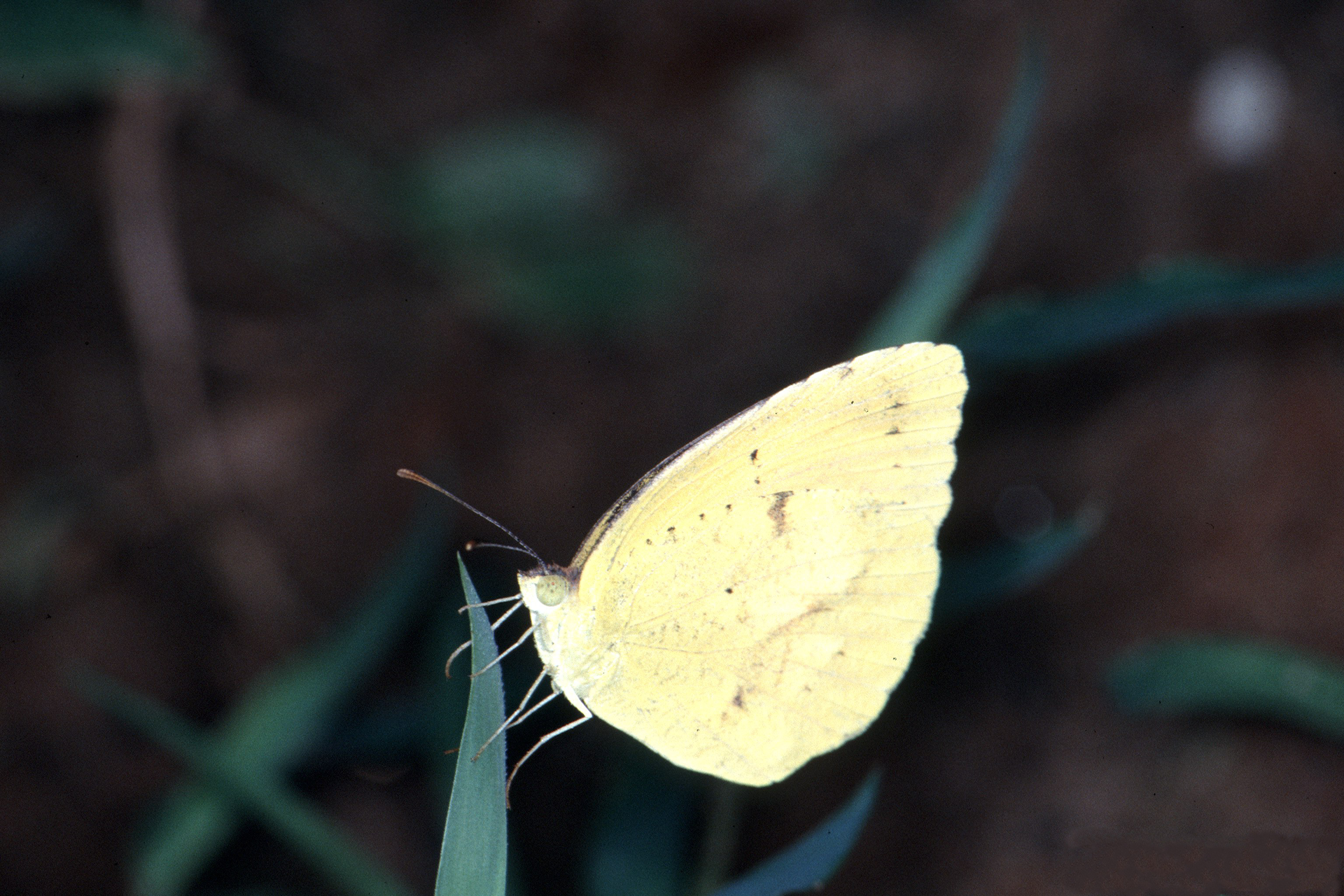